# Reinhold Hoppe
Ernst Reinhold Eduard Hoppe (18 de novembro de 1816 – 7 de maio de 1900) foi um matemático alemão, que foi professor da Universidade de Berlim.

## Formação e carreira
Hoppe foi aluno de Johann August Grunert na Universidade de Greifswald, obtendo o diploma em 1842 e tornando-se professor de inglês e matemática. Obteve um doutorado em 1850 em Halle e a habilitação em matemática em 1853 em Berlim, orientado por Peter Gustav Lejeune Dirichlet. Trabalhou em Berlim como privatdozent, e depois de 1870 como professor, mas teve poucos alunos e foi pouco remunerado.
Quando Grunert morreu em 1872, Hoppe assumiu a edição do periódico matemático fundado por Grunert, o Archiv der Mathematik und Physik. Hoppe continuou como editor até sua morte, em 1900. Em 1890 Hoppe foi um dos 31 membros fundadores da Associação dos Matemáticos da Alemanha.

## Contribuições
Hoppe escreveu mais de 250 artigos científicos, incluindo um dos primeiros livros-texto sobre geometria diferencial.
Foi eleito membro da Academia Leopoldina em 1890.

## Livros
- Theorie Der Independenten Darstellung Der Höhern Differentialquotienten (Leipzig: Joh. Ambr. Barth, 1845)
- Zulänglichkeit Des Empirismus In Der Philosophie (Berlin: Wilhelm Thome, 1852)
- Lehrbuch Der Differentialrechnung Und Reihentheorie Mit Strenger Begründung (Berlin: G. F. Otto Müller, 1865)
- Principien Der Flächentheorie (Leipzig: C. A. Koch, 1876)
- Tafeln Zur Dreissigstelligen Logarithmischen Rechnung (Leipzig: C. A. Koch, 1876)
- Lehrbuch Der Analytischen Geometrie (Leipzig: C. A. Koch, 1880)